# Église Notre-Dame de Guîtres
Pour les articles homonymes, voir Église Notre-Dame.
L'église Notre-Dame est une église catholique située dans la commune de Guîtres, dans le département de la Gironde, en France.

## Localisation
L'église se trouve dans la partie sud de la petite ville, non loin de l'Isle, dans un quadrilatère formé par la place des Tilleuls et les rues de l'Église, du Port et du Prieuré.

## Historique
Construit à l'origine au XIIe siècle, l'édifice de style roman est l'ancienne église d'une abbaye de moines bénédictins détruite en 1774 et dont il ne reste plus que l'abbatiale ; les voûtes d'ogives datent du XIIIe siècle et la charpente de la nef du XVe.

## Protection
L'église a été classée en totalité au titre des monuments historiques par arrêté du 2 septembre 1901.

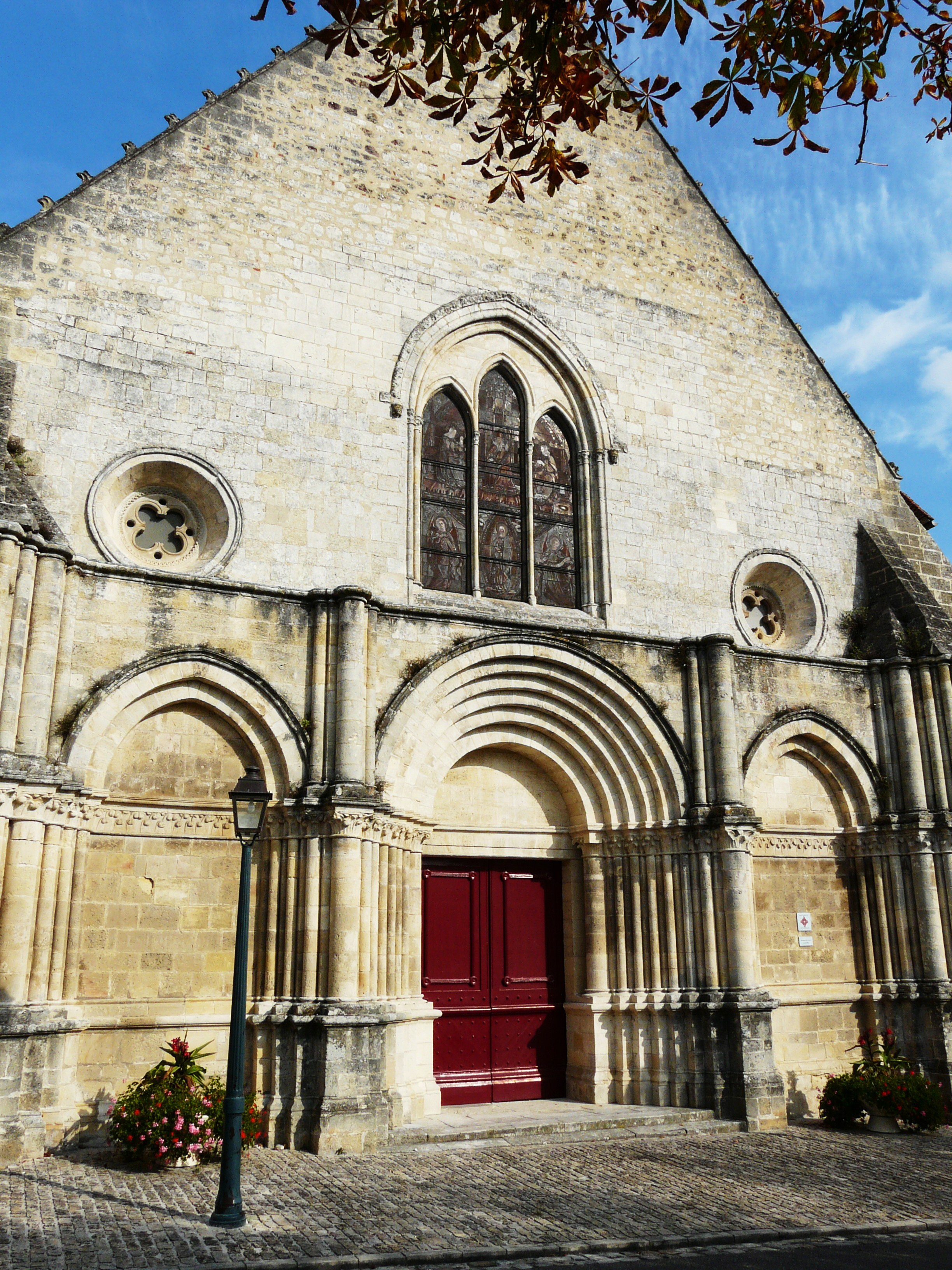
Façade ouest et portail (oct. 2008).
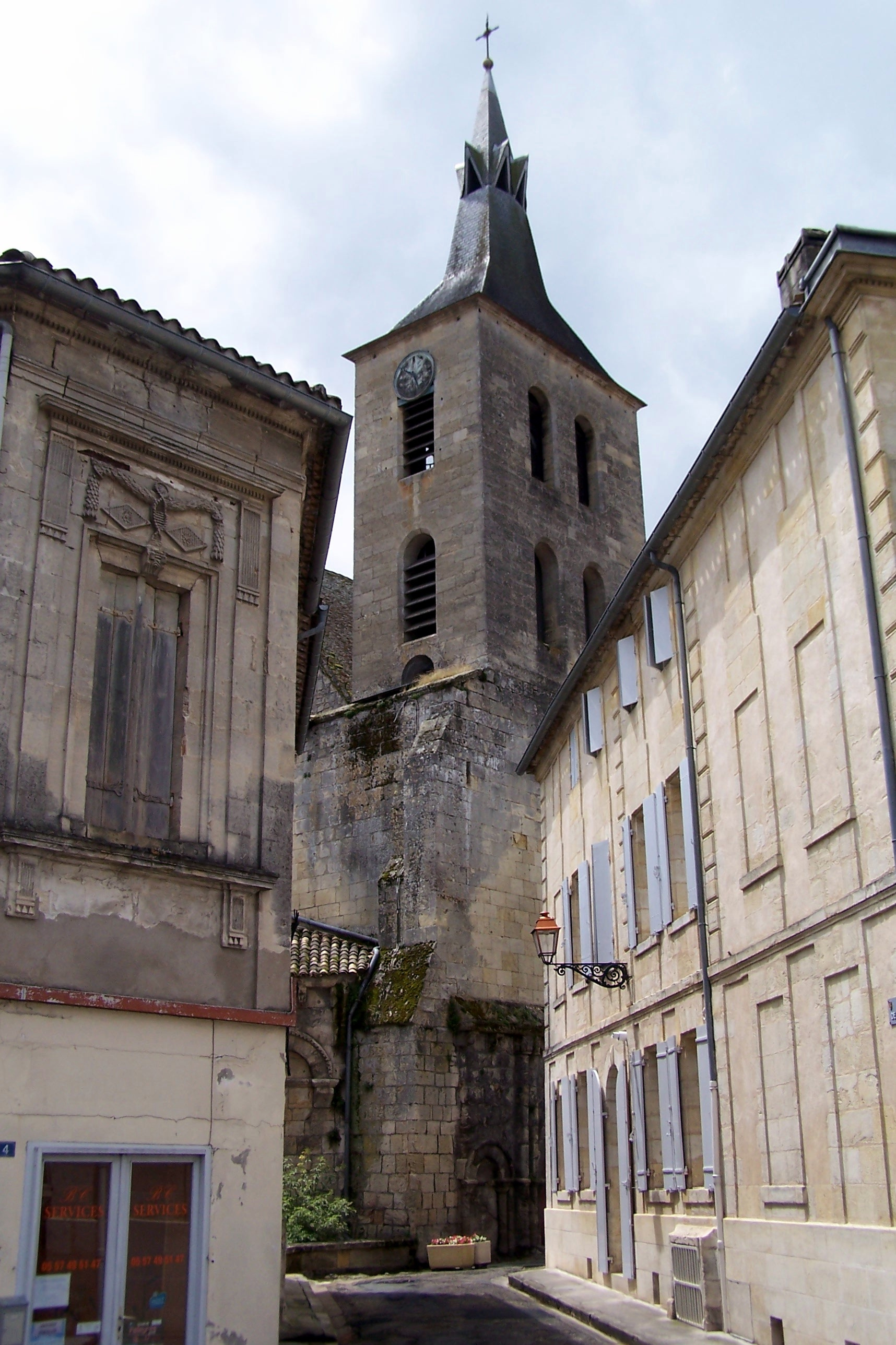
Le clocher (juin 2012).
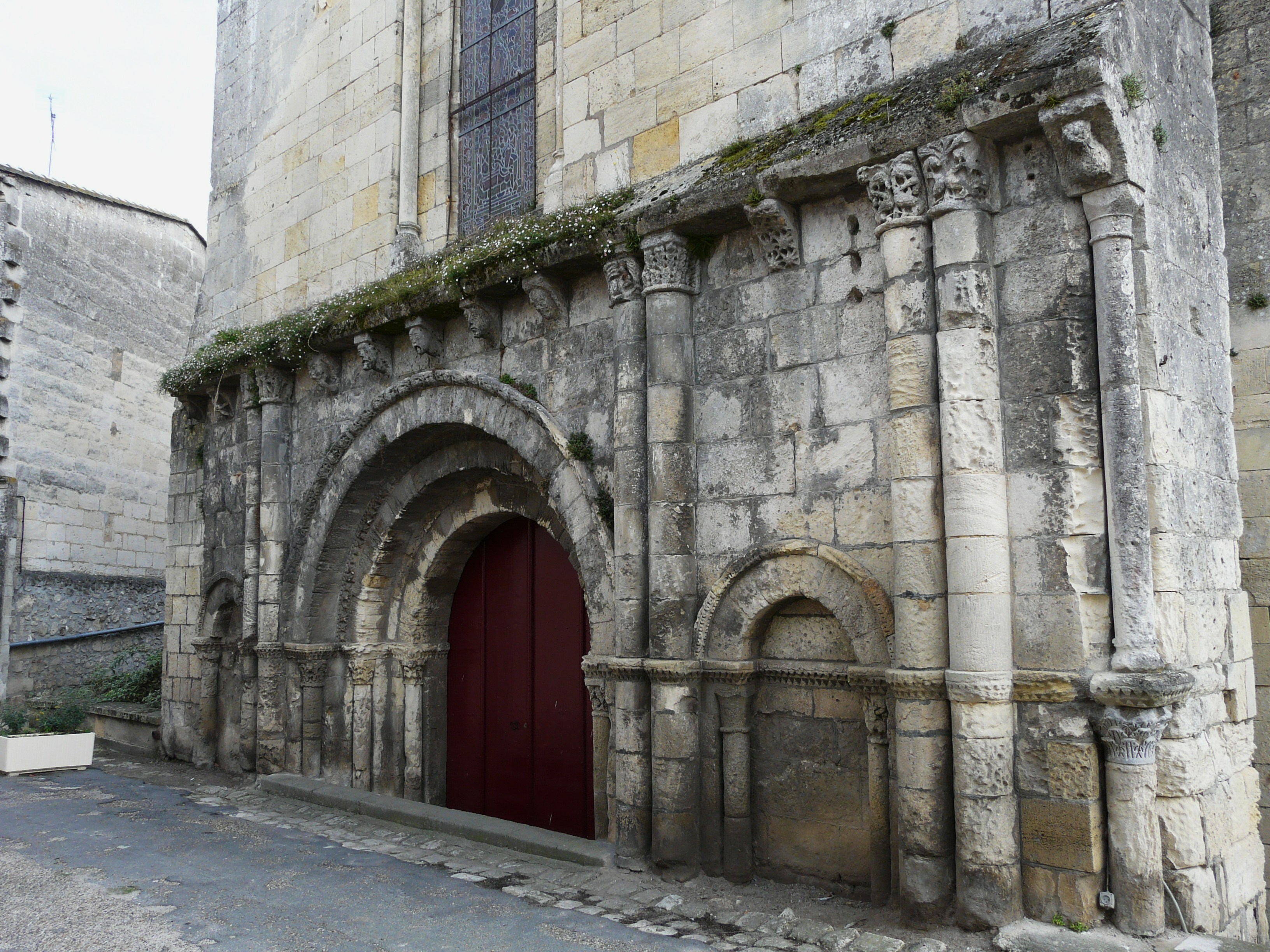
Façade nord et portail latéral (oct. 2008).
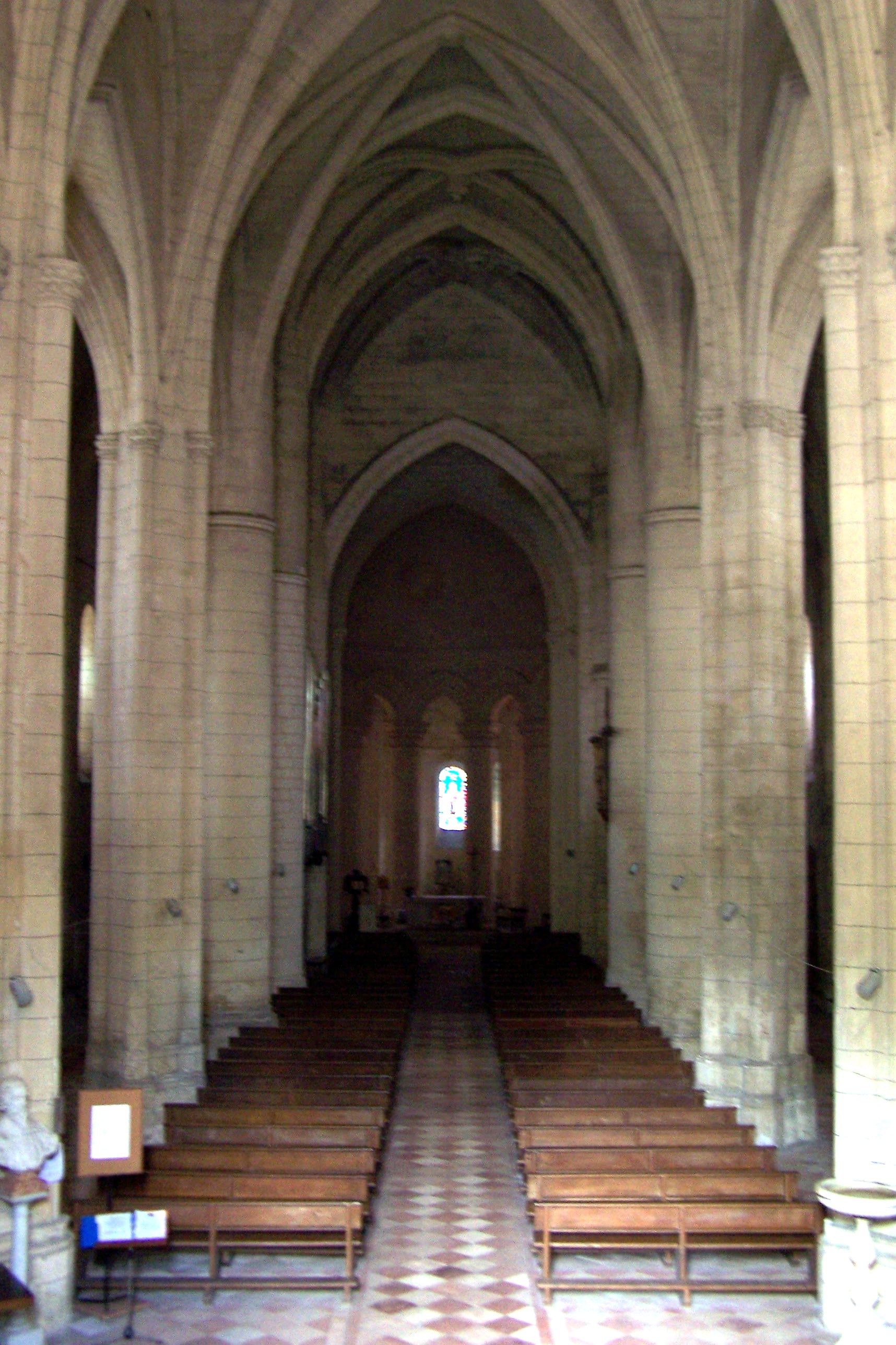
La nef (juin 2012).
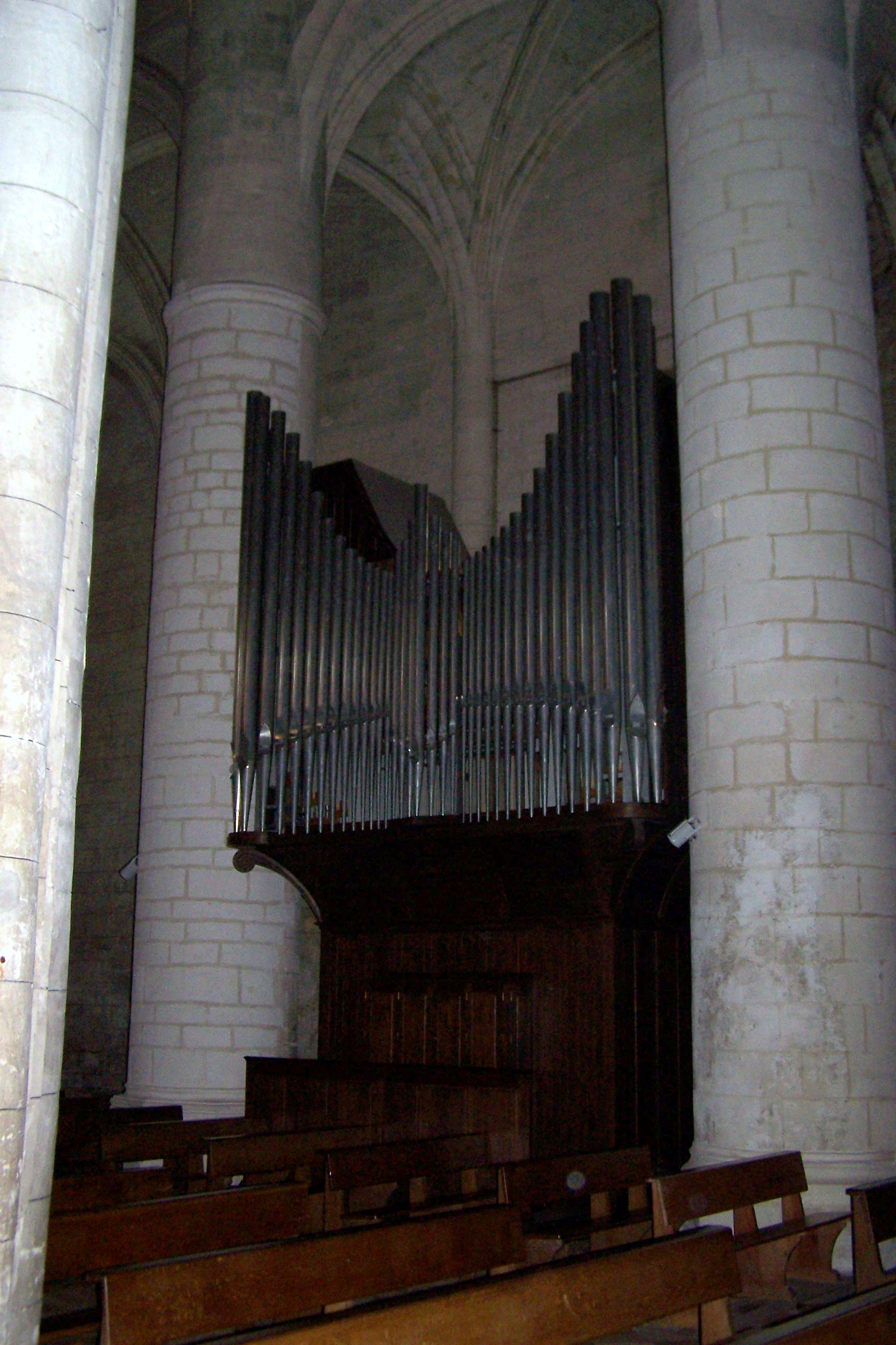
Le grand orgue (juin 2012).